# Gleichteil
Gleichteil ist ein Begriff, der vor allem im Maschinen- und Fahrzeugbau Verwendung findet. Als Gleichteile (englisch Carry Over Parts, COP) werden Bauteile bezeichnet, die unverändert in verschiedenen Produkten verwendet werden können, jedoch keine Normteile sind. Ein hoher Anteil an Gleichteilen ist Kern des Plattformkonzepts.

## Gleichteile vom Vorgänger
Gleichteile können vom Vorgänger sein, das so genannte Carry-Over-Prinzip. Dies können einzelne Bauteile sein wie Bremsanlagen, Airbag, Pedalerie oder Bedienteile, aber auch größere Bestandteile wie Seitenscheiben oder bis zu gesamten Bodengruppen. Hier kann die Trennschärfe zwischen einem Facelift und einem Nachfolgermodell verloren gehen.

## Gleichteile mit anderen Baureihen
Ebenfalls können die Bauteile von anderen Baureihen stammen, bzw. mehrere Baureihen Gleichteile verwenden. Auch diese Bauteile können Einzelbauteile sein, oder die gesamte Konstruktion basiert auf so genannten Plattformen, bei denen von Anfang an darauf geachtet wurde, dass das gesamte Produkt in verschiedenen Ausführungen gestaltet werden kann.

## Vorteile
Durch die Verwendung von Gleichteilen in Kraftfahrzeugen werden Entwicklungskosten gesenkt und die Entwicklungsdauer eines neuen Modells verkürzt. Zudem sinken die Produktionskosten infolge größerer möglicher Serien und die Lagerhaltungskosten für Ersatzteile.

## Nachteile
Jede Änderung an Gleichteilen erfordert die Überprüfung, ob diese Änderung für alle Anwendungen zum Einsatz kommen kann. Dabei müssen auch Produkte berücksichtigt werden, die nicht mehr im aktuellen Produktprogramm enthalten sind, aber noch in der Ersatzteilfertigung erfasst werden müssen. Die Anforderungen an die Entwicklung von Gleichteilen sind dadurch ungleich höher als für produktspezifische Lösungen.

## Gleichteile im Fahrzeugbau
Manches Fahrzeug wäre gar nicht erst gebaut worden, wenn nicht bereits in der Konzeptionsphase auf einen hohen Gleichteile-Anteil Wert gelegt worden wäre (z. B. Porsche 924 mittels Teilen aus VW- und Audi-Regalen).
Einen bemerkenswert hohen Gleichteileanteil hatten die Produkte des IFA.